# Smånäbb
Smånäbb (Smicrornis brevirostris) är en fågel i familjen taggnäbbar inom ordningen tättingar.

## Utseende och läte
Smånäbben är en mycket liten fågel med kort och knubbig näbb. Ovansidan är gråbrun, undersidan varierande gräddfärgad och gul, med ljust ögonbrynsstreck och ljust öga. Den ljudliga sången hörs året runt, ofta återgiven som "I’m a wee-bill!".

## Utbredning och systematik
Smånäbb placeras som enda art i släktet Smicrornis. Den delas in i fyra underarter med följande utbredning:
- Smicrornis brevirostris flavescens – norra och centrala Australien
- S. b. brevirostris – östra Australien (Burdekin R., Queensland till sydöstra South Australia)
- S. b. occidentalis – Geraldton, Western Australia till nordvästra Victoria och sydvästra New South Wales
- S. b. ochrogaster – västra delen av centrala Australien

## Levnadssätt
Smånäbben hittas i torra och öppna skogslandskap, framför allt i eukalyptusskogar. Den är mycket ljudlig när den födosöker i träden på jakt efter insekter, ibland i artblandade flockar med taggnäbbar och pardaloter.

## Status och hot
Arten har ett stort utbredningsområde, men tros minska i antal, dock inte tillräckligt kraftigt för att den ska betraktas som hotad. Internationella naturvårdsunionen IUCN listar arten som livskraftig (LC).

## Bilder

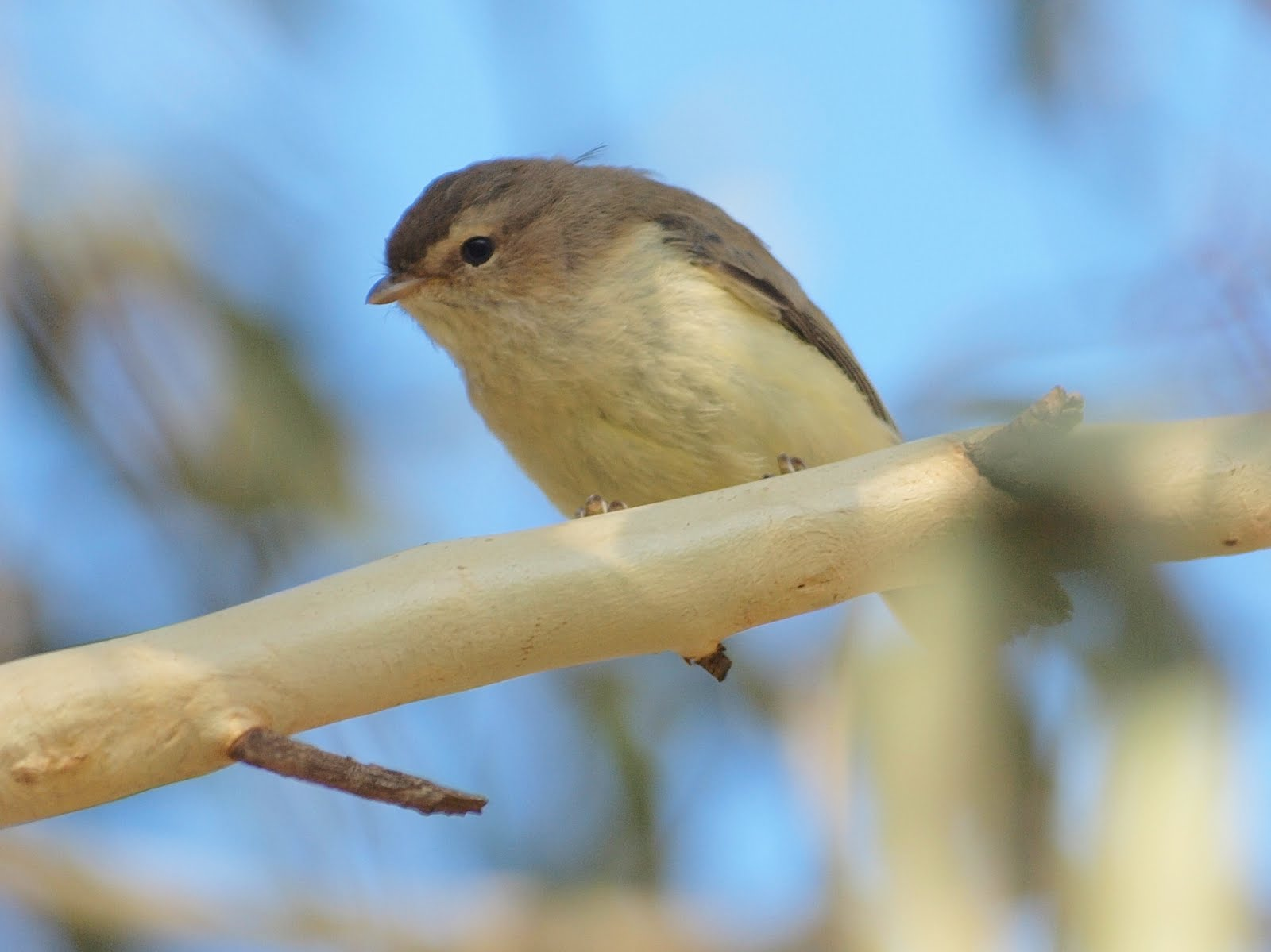
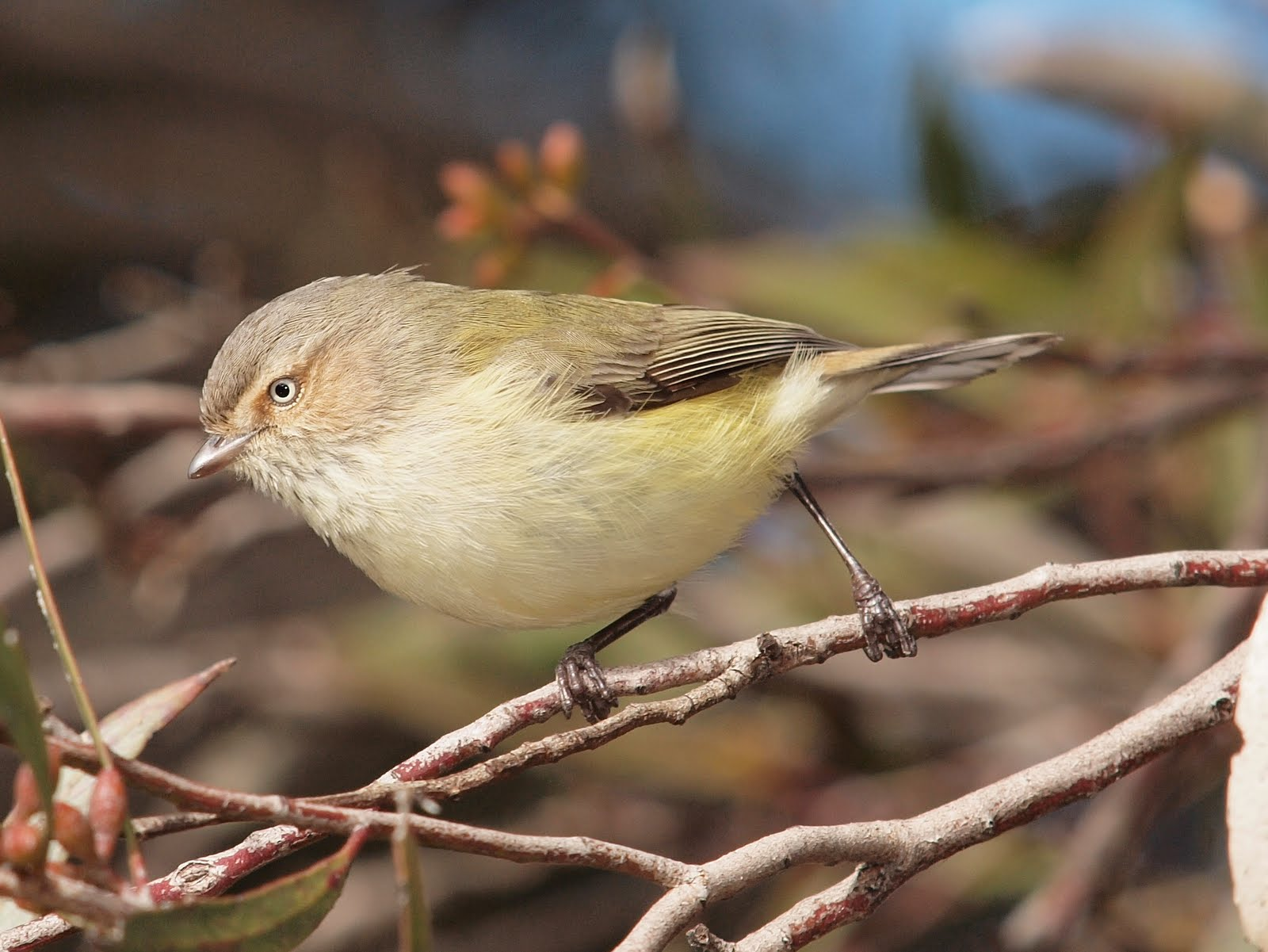